# Hungry-Horse-Talsperre

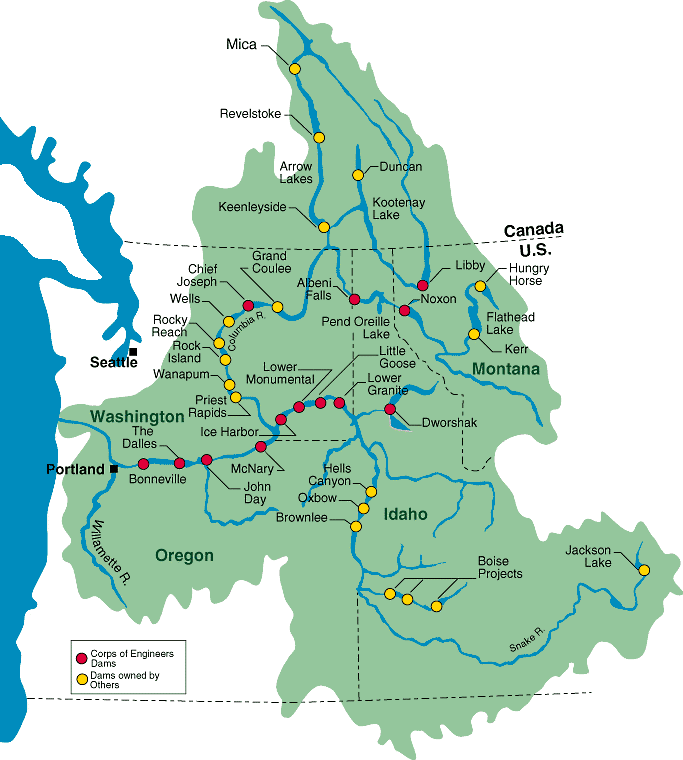
Lage im Einzugsgebiet des Columbia River

Die Hungry-Horse-Talsperre in den Rocky Mountains in Montana (USA) staut den South Fork Flathead River zum Hungry Horse Reservoir auf. Die Talsperre liegt im Flathead National Forest in Flathead County – 24 km vom Westeingang des Glacier-Nationalparks und 32 km von Kalispell entfernt.
Die Staumauer ist eine Bogengewichtsmauer in einem engen Tal und 171,9 m hoch. Acht Kilometer unterhalb der Talsperre vereinigt sich der South Fork mit dem Hauptstrom des Flathead River. Die Staumauer ist die höchste in Montana und war bei ihrer Fertigstellung die fünfthöchste Talsperre der Erde. Der Bauauftrag wurde am 21. April 1948 vergeben und das Bauwerk am 18. Juli 1953 schließlich vollendet. Sie dient vorrangig der Stromerzeugung und dem Hochwasserschutz, außerdem der Bewässerung, Schifffahrt, Freizeit und anderen Zwecken.
Der Stausee ist 55 km lang. Er gehört zum Einzugsgebiet des Columbia River. In Zeiten starken Zuflusses wird Wasser gespeichert und dann abgelassen und Strom erzeugt, wenn der natürliche Abfluss gering ist. Das ist wichtig für die weiteren Wasserkraftwerke, die unterhalb liegen. Dort kann fünfmal so viel Strom erzeugt werden wie am Hungry-Horse-Kraftwerk. Das Wasserkraftwerk befindet sich in einem Gebäude aus Beton und Stahl, das 120 m lang, 23 m breit und 48 m hoch ist. Es steht am Fuß der Staumauer über dem Fluss. Die vier Generatoren produzierten ursprünglich vier mal 71,25 Megawatt, zusammen 285 MW. In den 1990er Jahren wurde die Leistungsfähigkeit auf vier mal 107 MW erhöht, sodass die Gesamtleistung nun 428 MW beträgt.
Die Hochwasserentlastung ist vom Typ „morning glory“. Das heißt, sie hat einen im Stauraum stehenden Trichter, in den das Wasser hinein läuft, und ist die höchste dieser Bauart der Erde. Wasser, das über den Überlauf fließt, fällt 149 m tief. Die Kapazität der Anlage beträgt 1416 m³/s.
1995 wurde neben anderen Umbauten eine neue Entnahmeeinrichtung an den vier Turbineneinlässen eingebaut, um im Sommer die Wassertemperatur im Ablauf zu erhöhen, so dass der Temperaturschock für die Fische und Wassertiere im Unterlauf nicht so groß ist.
Die Stauanlage wird von der Bundesbehörde Bureau of Reclamation betrieben. Es gibt ein Besucherzentrum an der Talsperre, von dem aus man über die Mauerkrone gehen kann.